# Favolaschia pantherina
Favolaschia pantherina är en svampart som beskrevs av Singer 1974. Favolaschia pantherina ingår i släktet Favolaschia och familjen Mycenaceae.   Inga underarter finns listade i Catalogue of Life.